# Oecetis nocturna
Oecetis nocturna är en nattsländeart som beskrevs av Ross 1966. Oecetis nocturna ingår i släktet Oecetis och familjen långhornssländor. Inga underarter finns listade i Catalogue of Life.